# Ankum (Adelsgeschlecht)

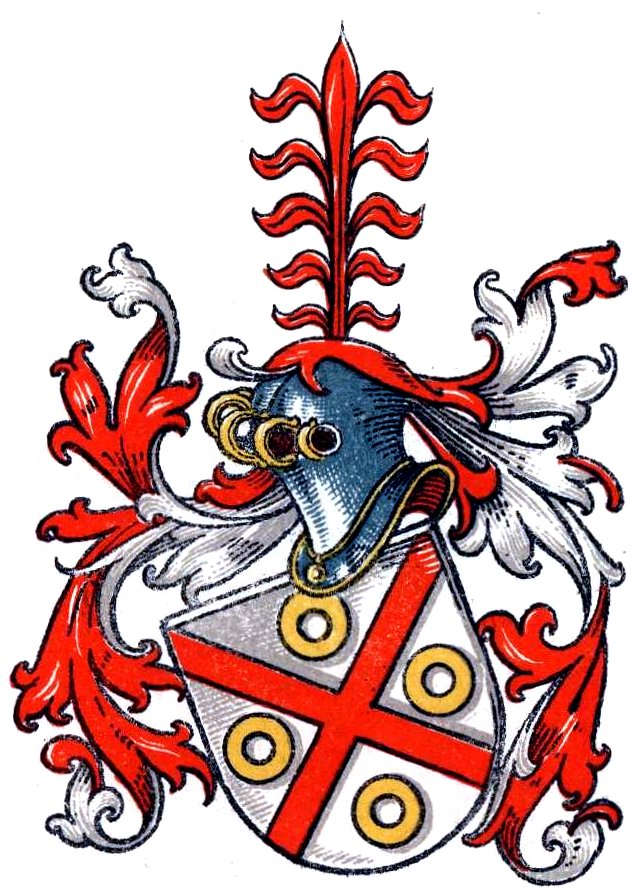
Stammwappen derer von Ankum

Die Herren von Ankum (auch: Anchem) waren ein westfälisches Adelsgeschlecht.

## Geschichte
Das Geschlecht war ein vom 13. bis 15. Jahrhundert vorkommendes ritterliches Stadtgeschlecht zu Osnabrück. Der Stammsitz des Geschlechts liegt in Ankum im Osnabrückschen Amt Fürstenau. Darüber hinaus war das Geschlecht in der Grafschaft Ravensberg ansässig.
In neuerer Zeit trat in Danzig ein gleichnamiges Adelsgeschlecht auf, so 1804 ein königlich-preußischer Kommerzienrat von Ankum sowie 1827 ein Second Leutnant Heinrich Julius von Ankum bei der königlich-preußischen 1. Artilleriebrigade.

## Wappen
In Silber ein rotes Andreaskreuz, in den Winkeln je ein goldener Ring. Auf dem Helm eine elfblättrige rote Schilfstaude. Die Helmdecken in rot–weiß.